# Метју Фокс
Метју Чендлер Фокс (рођен 14. јула 1966) је амерички глумац. Најпознатији је по улози Џека Шепарда у ТВ серији Изгубљени.

## Приватан живот
Метју је рођен у Абингтону, Пенсилванија, као син Лорете Б. и Френсиса Фокса.
Породица Фокс је у основи енглеског порекла, док је његова мајка била пола италијанка, пола британка, а има и ирске корене. Као дете, Метју Фокс се преселио у Вајоминг са својим родитељима, браћом и сестрама. Студирао је економију на универзитету Колумбија, а постдипломске студије је завршио са класом 1985. на Академији Дирфилд.
Пре глуме играо је амерички фудбал на свом универзитету и жудео је да постане брокер. Почео је да зарађује радећи као фото модел што га је довело до снимања рекламних спотова, а касније до света глуме.
Ожењен је Маргеритом Рончи, коју је упознао на универзитету. Имају двоје деце, ћерку по имену Кајл и сина по имену Бајрон. Поред глуме, приватно се бави и фотографисањем.

## Каријера

### Филм
| Година | Име                 | Улога                | Напомене          |
| ------ | ------------------- | -------------------- | ----------------- |
| 1993   | Мој дечко се вратио | Бак Ван Патен        |                   |
| 1999   | Иза маске           | Џејсм Џонс           | Телевизијски филм |
| 2003   | Знак за размишљање  | Рок звезда           | Кратки филм       |
| 2006   | Кец из рукава       | Бил Супер            |                   |
| 2006   | Победнички тим      | Ред Давсон           |                   |
| 2008   | Тренутак предности  | Кент Тејлор          |                   |
| 2008   | Брзи тркач          | Икс Тркач            |                   |
| 2012   | Алекс Крос          | Пикасо               |                   |
| 2013   | Цар                 | Генерал Бунер Фелерс |                   |
| 2013   | Светски рат З       | Специјални војник    |                   |
| 2015   | Изумирање           | Патрик               |                   |
| 2015   | Коштани томахавк    | Џон Брудер           |                   |

### ТВ
| Година    | Име                              | Улога          | Напомене |
| --------- | -------------------------------- | -------------- | --- |
| 1992      | Крила                            | Таи Варнер     | Епизода: "Кажу да то није тако, Џо" |
| 1992      | Бруцош у дому                    | Дени Фолеј     | 5 епизода |
| 1993      | Канал ЦБС Школска пауза Специјал | Чарли Диверс   | Епизода: "Ако Ја Умрем пре него што се пробудим" |
| 1994-2000 | Журка у петоро                   | Чарли Салингер | 142 епизоде |
| 1995      | Мад телевизија                   | Чарли Салингер | Епизода: "1.6" |
| 2002      | Уклет                            | Френк Тејлор   | 12 епизода |
| 2004-2010 | Изгубљени                        | Џек Шепард     | 113 епизода Кабловска / сателитска награда за најбољег глумца драмских представа Награда Сатурн за најбољу мушку улогу на телевизији (2006, 2008) Глумци екрана награде за достигнућа Гуилд ансамбла у драмском тв серије Номинација—Златни глобус за најбољег глумца – Драма тв серије Номинација—ударним награда Еми за изузетан водећи глумац у серији драма Номинација—Награда публике за омиљеног мушкарца у серији Номинација—Награда публике за омиљеног глумца тв драме Номинација—"Призма" награда за најбољу представу у драмском тв серијалу Номинација—награда Сатурн за најбољу мушку улогу на телевизији (2005, 2009-11) Номинација—награда Асоцијације телевизијских критичара за појединачне успехе у драми |
| 2006      | Уживо суботом увече              | Он (домаћин)   | Епизода: "Метју Фокс" |
| 2007-2008 | Изгубљени: Необјављени делови    | Џек Шепард     | 4 епизоде |

### Видео-игре
| Година | Име   | Улога   | Напомене |
| ------ | ----- | ------- | -------- |
| 2008   | Тркач | Тркач К | Глас     |

## Сопствена дела
| Година | Име            | Напомене               |
| ------ | -------------- | ---------------------- |
| 2000   | Журка у петоро | Епизода: "Табу или не" |

## Награде и номинације
| Година | Награда                                              | Врста награде                                                                 | Наслов пројекта | Резултат  |
| ------ | ---------------------------------------------------- | ----------------------------------------------------------------------------- | --------------- | --------- |
| 2005   | Награда Сателит                                      | Сателит награда за најбољег глумца у драма серији                             | Изгубљени       | Победио   |
| 2005   | Академија научне фикције, фантазије & хорор филмова  | Најбољи глумац на телевизији                                                  | Изгубљени       | Номинован |
| 2005   | Награда избора публике                               | Омиљена мушка телевизијска звезда                                             | Изгубљени       | Номинован |
| 2005   | Награда избора тинејџера                             | Избор тв глумца за драму                                                      | Изгубљени       | Номинован |
| 2005   | Награда избор тинејџера                              | ТВ избор: Chemistry (shared with Evangeline Lilly)                            | Изгубљени       | Номинован |
| 2005   | Награда Асоцијације телевизијских критичара          | Награда Удружења ТВ критичара за индивидуално достигнуће у драми              | Изгубљени       | Номинован |
| 2006   | Академија научне фикције, фантазије & хорор филмова  | Најбољи телевизијски глумац                                                   | Изгубљени       | Победио   |
| 2006   | Награда националне телевизије                        | Најпопуларнији глумац                                                         | Изгубљени       | Номинован |
| 2006   | Награда Сатурн                                       | Најбољи главни глумац у ТВ серији                                             | Изгубљени       | Победио   |
| 2006   | Награда Златни глобус                                | Златни глобус за најбољег главног глумца у ТВ серији (драма)                  | Изгубљени       | Номинован |
| 2006   | Награда Удружења глумаца                             | Награда Удружења глумаца за најбољу глумачку поставу у драмској серији        | Изгубљени       | Победио   |
| 2006   | Награда избор тинејџера                              | Избор тв глумца : Акција/Драма                                                | Изгубљени'      | Номинован |
| 2006   | Награда избор тинејџера                              | Choice TV Chemistry (shared with Josh Holloway and Evangeline Lilly)          | Изгубљени       | Номинован |
| 2007   | Награда Сатурн                                       | Најбољи главни глумац у ТВ серији                                             | Изгубљени       | Номинован |
| 2007   | Награда избор тинејџера                              | Избор тв глумца : Драма                                                       | Изгубљени       | Номинован |
| 2008   | Награда Сатурн                                       | Сатурн награда за најбољег глумца на телевизији                               | Изгубљени       | Победио   |
| 2008   | Академија научне фикције , фантазије и хорор филмова | Најбољи телевизијски глумац                                                   | Изгубљени       | Победио   |
| 2008   | Prism Awards                                         | Перформансе у драмској серији епизода                                         | Изгубљени       | Номинован |
| 2008   | Награда избор тинејџера                              | Избор тв глумца : Драма                                                       | Изгубљени       | Номинован |
| 2009   | Награда Сатурн                                       | Најбољи главни глумац у ТВ серији                                             | Изгубљени       | Номинован |
| 2009   | Награда избор тинејџера                              | ТВ избор глумца: Акција                                                       | Изгубљени       | Номинован |
| 2009   | Награда избор публике                                | Омиљени тв глумац - драма                                                     | Изгубљени       | Номинован |
| 2010   | Награда Сатурн                                       | Најбољи главни глумац у ТВ серији                                             | Изгубљени       | Номинован |
| 2010   | Награда Еми                                          | Еми за програм у ударном термину за најбољег главног глумца у драмској серији | Изгубљени       | Номинован |
| 2010   | Скрим награда                                        | Изузетан телевизијски перформанс                                              | Изгубљени       | Победио   |
| 2010   | Скрим награда                                        | Награда Удружења филмских глумаца за најбољу глумачку поставу у драми         | Изгубљени       | Номинован |
| 2010   | Скрим награда                                        | Извандредан глумац у научној фантастици                                       | Изгубљени       | Номинован |